# 간 (단위)
간(間)은 동아시아의 도량형인 척근법에서 쓰는 단위이다. 보(步)로도 쓴다.

## 미터법 환산
일본제국 및 대한제국에서 제정한 도량형에 따라 미터법으로 환산할 수 있다.
간이 길이로 쓰이면, 1간은 여섯 자이며, 이는 미터법으로 환산하면, 60/33 미터로서 약 1.82 미터 또는 약 181.82 센티미터이다. 또한 360보(步)는 1리(里)인데, 이때 1보가 1간이다.
간이 넓이로 쓰이면, 넓이 1간은 길이 1간(間)의 제곱, 곧 6자 평방이다. 이는 정확히 1평(坪)이다.

## 보와 간
한국 전통 사회에서는 보(步)와 간(間)이 서로 같은 경우도 있고, 다른 경우도 있다. 서로 같은 경우는 두 단위가 모두 6자였으며, 서로 다른 경우에는 보(步)는 약 4자, 간(間)은 6자였다. 이것이 대한제국 도량형법(1905년 3월 21일)과 일본식 도량형법(1909년 9월 20일)을 거치며 같은 단위로 바뀌었다.
그러나 오늘날에도 국궁 과녁 거리 등과 같은 곳에서는 보와 간은 서로 다르게 쓰고 있다. 국궁에서 과녁까지의 거리는 120보(步)이며, 이는 79간(間) 2분(分)으로서, 미터법으로 환산하면 144미터이다. 이에 따르면, 1보는 1.2미터이며, 1간은 약 181.82센티미터(약 1.82미터, 6자)이다. 다만 이때의 1분은 단위가 아니라, 앞 단위의 1/10을 나타내는 표현으로, 다시 말해 79간 2분은 79.2간을 한국 전통 표현법으로 이른 치수이다. 여기에서 2분은 소수 0.2 또는 0.2배를 나타내며, 길이 1분은 1치의 1/10을 나타낸다.
한편 보(步)와 간(間)이 같은 거리를 나타내는 표현도 있다. 《속대전》과 김정호의 《대동지지》에서는 “주척(周尺)을 쓰되 6척은 1보이고 360보는 1리이며 3600보는 10리로 된다.”라고 밝혀, 1보도 1간처럼 6척으로 셈하고 있다.

## 같이 보기
- 자
- 평